# Ella Smith
Ella Smith (nascida em 6 de junho de 1983) é uma atriz inglesa. Sua filmografia inclui St Trinian's 2: The Legend of Fritton's Gold (2009) e Womb (2010).